# Kloster San Salvatore a Settimo
Das Kloster San Salvatore a Settimo (auch Badia a Settimo oder Abazia a Settimo genannt) war eine Zisterziensermönchsabtei in der Toskana, Italien. Es lag in der Nähe des Flusses Arno sieben Meilen (daher der Name a Settimo) in Richtung Pisa in Scandicci in der Metropolitanstadt Florenz. Das heute noch vorhandene Gebäude liegt heute im Ortsteil Badia a Settimo von Scandicci.

## Geschichte
Das Kloster war ursprünglich eine Benediktinergründung, die im Jahr 998 erstmals genannt wird und an Bedeutung mit Montecassino und Nonantola verglichen wurde. Das Kloster war befestigt und glich einer Burg. Zunächst wurde es von den Vallombrosanern reformiert, die 1048 in das Kloster kamen, es aber gegen 1090 wieder verließen. Papst Gregor IX. vertraute es 1236 zur Reform den Zisterziensern des Klosters San Galgano an, die noch im gleichen Jahr einen Konvent von 18 Mönchen entsandte. Damit gehörte das Kloster der Filiation der Primarabtei Clairvaux an. Das Kloster blühte daraufhin künstlerisch und im gregorianischen Gesang auf. Das Kloster wurde Mutterkloster des Klosters San Bartolomeo di Buonsollazzo. Auch das Kloster Santa Maria Maddalena fuori Porta Pinti in Florenz wurde von San Salvatore a Settimo besetzt, jedoch erst im Spätmittelalter zur Abtei erhoben. 1436 fiel das Kloster in Kommende, die zu einem Rückgang der Zahl der Mönche führte. 1497 schloss es sich der italienischen Zisterzienserkongregation an. Die Zisterzienser blieben bis 1783, als Großherzog Leopold I. von Toskana das Kloster mit den anderen Zisterzienserklöstern in seinem Herrschaftsbereich aufhob. Zwei Drittel des Klosters wurden an Privatleute verkauft, der Südwestteil in einen Gewerbebetrieb verwandelt. Die Kirche wurde zur Pfarrkirche. Der Zweite Weltkrieg und die Arnoflut 1966 führten zu Verwüstungen. Der privat genutzte Teil wurde 1995 weitgehend für gewerbliche Nutzung umgebaut, bis die öffentliche Hand einschritt. Nunmehr bildete sich ein Freundeskreis „Amici della Badia di Settimo“. Der kirchliche Teil wurde bis 2005 restauriert. Die Anlage dient heute als Kulturzentrum.

## Anlage und Bauten

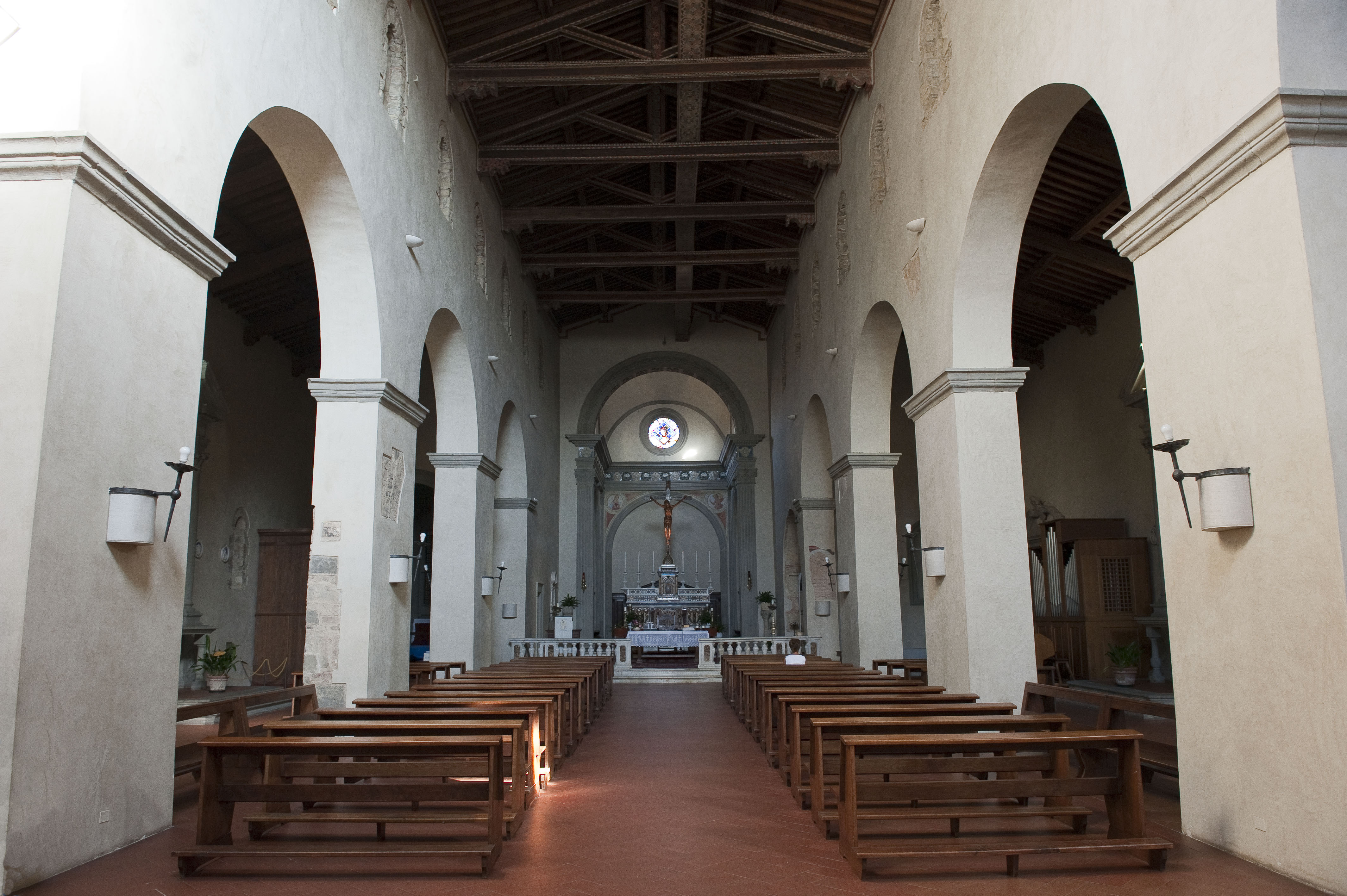
Innenraum

Die 1998 restaurierte, dreischiffige Kirche und halbkreisförmigen Apsiden an den Seitenschiffen und Rechteckapsis im Hauptschiff ist heute Pfarrkirche. Sie besitzt eine große gotische Rosette und eine Renaissanceapsis und eine Krypta aus der Zeit um 1.000. Der 1944 zerstörte Glockenturm wurde wieder aufgebaut. Der Hauptkreuzgang, der Kapitelsaal und der große Konversensaal sind noch nicht wieder zugänglich.